# Liste des marquis de Suse
Le marquis de Suse (en français Suze) est un titre que la tradition utilise pour désigner les possesseurs des droits sur la vallée de Suse, qui n'est pas à proprement parler une marche.

## Histoire du titre
Les Arduinides sont comtes, avant d'utiliser le titre de marquis, entre Turin et la vallée de Suse. Cette vallée, où s'écoule la Doire Ripaire, entre dans le domaine familial, à partir d'Arduin III le Glabre, au milieu du Xe siècle, selon le Chronicon novaliciense. Il porte le titre de marquis, qui se substitue à celui de comte. Ainsi dans un acte de donation, il s'intitule marquis en Italie (Adlabertus Dei gratia humilis marchio hic in Italia).
Ses héritiers — Manfred, Ardouin et Oddon Ier — « divisèrent leur patrimoine privé en trois parts mais transmirent au seul Olderico Manfredi la charge de marquis qui, par la suite, alla toujours à un successeur unique ».
Les humbertiens de la maison de Savoie héritent une partie du patrimoine des Arduinides, et ils s'appliquent, notamment grâce dans l'historiographie dynastique, à apparaître comme les successeurs des marquis en utilisant dans leur titulature le titre de marquis en Italie, jusque vers le début du XIIIe siècle.

## Marquisat de Suse

Blason du Marquisat de Suse (Italie).

Le marquisat de Suse est une province des États de Savoie, située dans le Piémont[réf. incomplète].

Ce marquisat, correspondant au val de Suse s'étend en longueur dans le sens Nord Occidental au Sud Oriental. Il est délimité par le comté de Maurienne au  Nord, la province de Turin à l'Est, le val Cluson, le val de Pérouse et une partie de la province de Carmagnole au Sud et les Alpes à l'Ouest.

## Liste des marquis
Samuel Guichenon (XVIIe siècle), dans sa proposition de filiation pour Adélaïde de Suse, donnaient pour premiers marquis de Suse les personnages suivants :
- Abbon Patrice Romain, recteur (gouverneur) de Maurienne et de Suse (726), que l'historien Francesco Agostino Della Chiesa (Historia del Piemonte, 1608)) considérait comme « le premier marquis de Suse ».
  - Honoria, fille du précédent, Dame de Suze et de Turin, ∞ Theobald/Theubald, héritier du titre de marquis, fils de Manfroy, comte du palais.
    - Dodo (vivant en 795), marquis de Suze.
      - Hérigaire, marquis de Suze, ∞ Léa.
      - Manfroy, marquis de Suze et comte du palais sous Charles le Chauve.
        - Anno, Aymo ou Aimon, marquis de Suze (entre 910 et 924).
chassé de Turin par Arduin III le Glabre, puis rétabli, en 924, par l'empereur Othon Ier.
          - Jérôme Mainfroi (en) (Iérosme Manfroy), marquis de Suze.
- Olderic ou Ulric, surnommé Mainfroi, marquis de Suze (986).
  - Adélaïde, fille du précédent, marquise.

Guichenon associe dès lors aux comtes de Savoie le titre de marquis de Suze, bien que cet usage ne soit pas attesté, ces derniers utilisant celui de marquis en Italie.
Arduinides
- Oldéric-Manfred II d'Oriate, marquis [de Suse et de Turin].
Il possède un tiers de Suse et sa vallée, en partage avec son frère, Alric, et deux petits cousins, Boson et Guy II, héritiers du tiers de son frère Oddon Ier. En tant qu'aîné, il semble hériter du titre.
- Adélaïde, fille du précédent. Héritière d'Auriate, de Turin, d'Ivrée, d'Aoste et de Suse, elle porte dans la documentation médiévale le titre de comitissa (comtesse), le titre de marchio (margrave) revenant à ses époux (attesté pour au moins deux d'entre-eux), puis à ses fils dont elle a la régence.
  - (1) Hermann IV de Souabe (1014-1038), duc de Souabe, qui reçoit la marche de son beau-père en Italie de l'empereur en 1034 (marcham soceri sui Maginfredi in Italia)[7].
  - (2) Henri de Montferrat († v. 1045), marquis de Montferrat, appartenant à la dynastie des Aléramides. marchio (charte de 1034).
  - (2) Oddon de Maurienne ou de Savoie, fils du comte, et qui ne détient pas encore ce titre lors du mariage. marchio (1051), Ottonis marchionis de Italia (1067).

Savoie
- 1060-1078 : Pierre Ier de Savoie, fils issu du dernier mariage de la précédente[8],[9]. Adélaïde de Suse, régente pour son fils[8],[9].
  - 1078-1091 Agnès de Savoie, fille de Pierre hérite à la mort de son père des biens et titre, passant à la suite de son mariage, en 1080, à Frédéric de Montbéliard[8],[9]. Toutefois, Agnès et son époux disparaissent de la documentation régionale, laissant la succession de Béatrice ouverte.

L'héritage de Béatrice — communément appelé « marche de Turin » — fait l'objet d'une tripartition de ses possessions par ses ayants droit, à savoir ses fils Pierre et Amédée et leurs héritiers, sa fille, Berthe, qui a épousé Henri IV du Saint-Empire, sa sœur Berthe, qui a épousé le marquis Ottone de Savone.
Humbert II de Savoie, fils d'Amédée II de Savoie et neveu de Pierre Ier de Savoie, s'empare de la vallée de Suse vers 1098 (notice du chartrier d'Oulx). Ses descendants vont chercher à s'accaparer cet héritage, notamment en utilisant dans sa titulature la mention des marquisat d'Italie et de Suse, voulant ainsi marquer une continuité entre les Arduinides et les Humbertiens. Il n'existe cependant aucun document dans lequel Humbert II porte un titre, bien qu'il possède les droits sur ces territoires.
Ses successeurs porteront les titres de comte de Maurienne et marquis en Italie, puis à partir du comte Amédée III de Savoie, comte de Savoie et marquis en Italie. Le comte Humbert III de Savoie, son fils, utilise également l'expression comte de Maurienne et marquis d'Italie.
Victor Amédée François Philippe de Savoie (en) (1694-1762) est le fils illégitime du duc Victor-Amédée II devenu officier et il est connu sous le nom de marquis de Suse.